# 方言札
方言札是廢除方言、強制推行標準語的一種手段，即在方言使用者的脖子上掛上牌子以示羞辱。

## 歷史
16至18世紀期間，法語被法國波旁王朝統治者定為標準語。而奧克語、法蘭克-普羅旺斯語、布列塔尼語等其他語言則被視為「方言」，其使用遭到壓制。法國的學校在使用這些「方言」的學生脖子上掛上牌子以示羞辱。這可以說是方言札的始作俑者。
19世紀英國的威爾士，學校使用類似的方法在說威爾士語的學生脖子上掛上「禁說威爾斯語」(Welsh Not)的木牌，上書縮寫「WN」兩個字母。被發現在學校說威爾斯語的學童，脖子上會被掛上一塊該木板，直到他找到另一個在學校使用威爾斯語的學童，才可以把木板交給下一個學童。放學前最終持有這塊木板的學童必須接受體罰。
這項方言札的制度在大正年間被引入了日本。日本政府將方言宣傳為「難聽的語言」（悪い言葉）、「可恥的語言」（恥ずかしい言葉），並在全國境內推行共通語（標準日本語），在東北地方、九州地方以及琉球群島的各個學校使用方言札來強制推行共通語，這種政策雖然引起了各地的反抗，但由於日本政府的宣傳，大都市出身的人蔑視說方言者，導致了方言使用者人數的急劇下降。學生的父母被迫要求學生使用標準語。
這一政策在日本戰後經濟高速發展的時期繼續施行。直到20世紀80年代的時候日本人的思想才開始轉變，開始保護方言。
目前沖繩縣竹富島的喜寶院收藏有竹富小學校使用的方言札。
中華民國政府在接收台灣後推行國語運動時，部分學校也以此懲罰說方言的學生，俗稱「掛狗牌」。例如侯文詠《請說國語》中便有「小學校長想出點子，硬紙板上寫著：『請說國語。』一條尼龍繩綁的狗牌用來懲罰那些用方言交談的人；狗牌共有6面，每個年級各發一面，戴狗牌的人兼任糾察當『鬼』，在他發現另一個說方言的人時，就可以把狗牌交出去了。」的句子。日治時期的台灣也發生過類似掛上牌子禁止說本地語言的事情，只是推行的是日本語。